# Jim Courier
James Spencer Courier, detto Jim (Sanford, 17 agosto 1970), è un commentatore televisivo, allenatore di tennis ed ex tennista statunitense, due volte vincitore degli Australian Open e del Roland Garros. Soprannominato Big Jim, è stato numero 1 del ranking ATP in singolare per 58 settimane tra il 1992 e il 1993, mentre in doppio arrivò alla 20ª posizione, vincendo in carriera un totale di 23 tornei del circuito maggiore in singolo, tra i quali spiccano quattro prove del Grande Slam, e 6 in doppio.

## Carriera da giocatore

### Juniores
Da juniores frequentò la celebre accademia del tennis di Nick Bollettieri insieme ad Andre Agassi. Vinse il prestigioso Orange Bowl under 16 nel 1986 e under 18 nel 1987, diventando il primo a riuscire nell'impresa dopo Björn Borg. Nel 1987 vinse anche il torneo juniores di doppio al Roland Garros.

### Esordi da professionista
Courier fece i suoi esordi nel 1987 nel circuito ATP con due sconfitte al primo turno nei tornei di Boston e Johannesburg. Nello stesso anno ottenne la prima vittoria in un incontro del circuito Challenger a Durban. Diventò professionista nel 1988 e in gennaio vinse il primo titolo Challenger a Vina del Mar battendo in finale 6-1, 6-1 Lawson Duncan, primo top 100 da lui sconfitto. Per il resto della stagione fu impegnato quasi esclusivamente nei tornei ATP raggiungendo le semifinali a Charleston e a fine stagione a Stoccolma, dove al secondo turno eliminò il nº 22 del mondo Anders Järryd. Quell'anno fece il suo debutto in un torneo del Grande Slam agli US Open superando il primo turno. In agosto entrò per la prima volta tra i top 100 e chiuse l'annata 43º della classifica ATP, suo nuovo best ranking.

### 1989, primi titoli ATP in singolare e doppio e top 30
Nel maggio 1989 giunse per la prima volta in finale in un torneo di doppio ATP a Forest Hills in coppia con Pete Sampras, di un anno più giovane di lui. Sempre in coppia con Sampras, due settimane dopo vinse il suo primo titolo in doppio trionfando agli Internazionali d'Italia. Tra i risultati di rilievo di quell'anno vi fu il quarto turno raggiunto al suo debutto al Roland Garros battendo in 4 set l'amico e coetaneo Agassi, che era il nº 4 del mondo dopo un sorprendente inizio carriera; fu la sua prima vittoria su un top 10. Subito dopo debuttò al torneo di Wimbledon con una sconfitta al primo turno. Giunse per la prima volta in semifinale di un torneo ATP a Livingstone. Dopo la sconfitta contro il nº 1 ATP Lendl al terzo turno degli Us Open, in ottobre vinse il primo trofeo ATP in singolare ai Swiss Indoors di Basilea battendo in finale il nº 3 del mondo Stefan Edberg in 5 set, risultato che gli consentì di ritoccare il best ranking arrivando due settimane dopo al 23º posto. I buoni risultati ottenuti con Sampras permisero alla coppia di disputare le finali stagionali di doppio a Londra, venendo eliminata con tre sconfitte nel round robin.

### 1990, titolo Masters Series in doppio e top 20 in singolare
Il miglior risultato del 1990 in singolare fu la semifinale raggiunta a Indian Wells, persa in due set contro Edberg. Giunse ai quarti di finale a Milano, Philadelphia, Miami, Monaco di Baviera, Gstaad, Cincinnati e Indianapolis. I quarti di Gstaad gli consentirono di raggiungere il nuovo best ranking di 14º in classifica ATP. L'unico titolo stagionale arrivò nel doppio nel torneo Masters Series disputato a maggio ad Amburgo in coppia con Sergi Bruguera, la settimana dopo in coppia con Marty Davis arrivò in finale a Roma senza riuscire a vincere il titolo come l'anno precedente. A fine mese contribuì vincendo i suoi tre incontri del round robin alla finale raggiunta dagli Stati Uniti nella World Team Cup, persa 3-0 contro la Jugoslavia. Al Roland Garros fu eliminato al quarto turno da Agassi, a Wimbledon uscì al terzo turno e agli US Open al secondo.

### 1991, primo Slam al Roland Garros, finale agli US Open, 2 titoli Masters Series e 2º nel ranking
Nel gennaio 1991 fu sconfitto in 5 set dal nº 1 ATP Edberg negli ottavi dell'Australian Open. In marzo conquistò i suoi primi due titoli Championships Series, gli odierni Masters 1000, nei tornei di Indian Wells e Miami, battendo in finale rispettivamente Guy Forget in 5 set e David Wheaton in 3. Queste vittorie lo portarono per la prima volta nella top 10 del ranking ATP, con la 9ª posizione raggiunta il 25 marzo. A Indian Wells vinse anche il suo unico trofeo stagionale in doppio, battendo Guy Forget e Henri Leconte in coppia con Javier Sánchez. Il successivo 9 giugno vinse il suo primo titolo del Grande Slam al Roland Garros, battendo in una memorabile finale al termine di 5 set l'amico e rivale Andre Agassi. Giunse per la prima volta ai quarti di finale a Wimbledon. Nello stesso anno raggiunse anche la finale degli US Open, perdendo però contro Stefan Edberg, e dell'ATP Tour World Championship di Francoforte, venendo sconfitto dall'altro rivale di sempre Pete Sampras in 4 set. Tra le sei semifinali perse in stagione vi furono quelle delle Masters Series di Montreal, Cincinnati e Stoccolma. Concluse la grande stagione al 2º posto del ranking.

### 1992, primo Australian Open, secondo Roland Garros, Coppa Davis e nº 1 del mondo
Il 1992 vide Courier vincere in gennaio l'Australian Open battendo in finale Edberg e il 10 febbraio divenne il decimo giocatore a diventare numero 1 della classifica ATP. Dopo 6 settimane al numero 1 fu superato da Edberg ma riprese la testa della classifica tre settimane dopo vincendo la finale del torneo di Tokyo contro Richard Krajicek. Subito dopo si aggiudicò l'Hong Kong Open superando Michael Chang. In maggio si laureò campione agli Internazionali d'Italia battendo in finale lo spagnolo Carlos Costa 7-6, 6-0, 6-4.
Subito dopo trionfò per la seconda volta consecutiva al Roland Garros sconfiggendo in finale il ceco Petr Korda con il risultato di 7-5, 6-2, 6-1. In giugno fu sconfitto a sorpresa al terzo turno del torneo di Wimbledon interrompendo una striscia di 25 successi consecutivi. Esordì alle Olimpiadi ai Giochi di Barcellona alla fine di luglio, ma venne sconfitto in tre set al terzo turno da Marc Rosset, futuro vincitore del torneo. In agosto e settembre fu battuto da Sampras sia in finale a Indianapolis che soprattutto nella semifinale degli US Open, risultato che gli fece perdere la testa del ranking ATP per 3 settimane. La riconquistò il 5 ottobre e l'avrebbe mantenuta fino all'aprile successivo. Tra i grandi risultati di fine 1992 vi fu la seconda finale consecutiva persa alle finali ATP di Francoforte, questa volta nettamente in 3 set contro l'idolo di casa Boris Becker. A suggello della sua miglior stagione contribuì al trionfo in Coppa Davis 1992 della squadra statunitense nella finale contro la Svizzera, perdendo di nuovo contro Rosset ma conquistando il punto decisivo battendo Jakob Hlasek.

### 1993, secondo Australian Open, finali al Roland Garros e Wimbledon
Il 1993 vide Courier vincere il suo secondo Australian Open consecutivo battendo di nuovo in finale Edberg. Vinse quindi il torneo di Memphis e il Masters Series di Indian Wells. Il 5 aprile perse la testa della classifica mondiale a vantaggio di Sampras, che la settimana dopo lo batté in finale a Hong Kong. In maggio si confermò campione a Roma sconfiggendo in finale nettamente in 3 set Goran Ivanišević. Subito dopo disputò la sua terza finale consecutiva al Roland Garros, dove però perse contro Sergi Bruguera in un tiratissimo incontro al limite dei 5 set. Courier ottenne anche ottimi risultati sull'erba, arrivando a disputare la sua prima finale al Torneo di Wimbledon, dove però perse contro il nº 1 Pete Sampras. Divenne così uno dei pochi tennisti che raggiunsero tutte le finali degli Slam nell'Era Open. La vittoria nella finale del 22 agosto contro Becker a Indianapolis gli restituì il primato nel ranking, che perse 3 settimane dopo uscendo agli ottavi degli US Open e che non avrebbe mai più riconquistato. Gli incerti risultati di fine stagione, tra cui l'eliminazione nel round robin delle finali ATP di Francoforte, non gli impedirono di chiudere la stagione al 3º posto della classifica mondiale.

### 1994, semifinali all'Australian Open e al Roland Garros
Il 1994 iniziò con la sconfitta in tre set contro Sampras in semifinale agli Australian Open. Tra i migliori risultati di inizio stagione vi furono le semifinali perse a Memphis e soprattutto quella nel Masters Series di Miami, in cui a eliminarlo fu di nuovo Sampras. In aprile perse la prima finale della stagione a Nizza contro Alberto Berasategui, a cui fecero seguito i quarti di finale raggiunti nelle Masters Series di Montecarlo e di Roma. Subito dopo fu nuovamente protagonista al Roland Garros, battendo nei quarti Sampras ma perdendo di nuovo contro Bruguera, stavolta in semifinale. L'uscita al secondo turno a Wimbledon gli fece perdere molti dei punti conquistati l'anno prima e il 4 luglio uscì dalla top 10 per la prima volta dal marzo 1991. Vi rientrò per una sola settimana grazie alla semifinale raggiunta nelle Masters Series di Toronto a fine luglio. L'unico risultato di rilievo a fine stagione fu la finale raggiunta a Lione, persa contro Rosset. Quell'anno disputò sei tornei in doppio, riuscendo a raggiungere la finale solo a Barcellona, persa in coppia con Javier Sanchez. 

### 1995, seconda Davis, semifinale agli US Open e rientro nella top 10
Il 1995 fu la sua ultima stagione in cui ottenne diversi grandi risultati. Ebbe inizio con i titoli conquistati ad Adelaide sia in singolare che in doppio e proseguì con i quarti di finale raggiunti agli Australian Open, dove si fece rimontare due set di vantaggio da Sampras. A fine gennaio vinse entrambi i singolari nella sfida di Davis contro la Francia. A inizio marzo conquistò il titolo ATP di Scottsdale battendo in finale Mark Philippoussis e il mese dopo sconfisse nella finale di Tokyo il nº 1 del mondo Agassi. Per la prima volta dal 1990 non arrivò in semifinale al Roland Garros, sconfitto al quarto turno da Albert Costa. I tornei successivi furono deludenti fino a settembre, quando raggiunse la semifinale degli US Open in cui cedette in 4 set a Sampras. Il risultato lo portò il 18 settembre a rientrare nella top 10, dove sarebbe rimasto fino all'agosto 1996. All'inizio di ottobre rivinse il torneo ATP di Basilea e la settimana dopo giunse in finale a Tolosa. Nei successivi due tornei Masters Series fu sconfitto da Sampras nei quarti a Essen e in semifinale a Parigi-Bercy. Tornò quindi a giocare le finali ATP di Francoforte, dove fu eliminato nel round robin. Nel corso dell'anno aveva contribuito a portare gli Stati Uniti alla finale di Davis che si disputò a Mosca contro la Russia, nella quale perse entrambi i singolari ma gli americani si aggiudicarono il trofeo grazie alle vittorie di Sampras.

### 1996, infortuni e uscita dalla top 10
Agli Australian Open 1996 giunse ai quarti di finale e fu eliminato in 5 set da Agassi. A inizio marzo vinse il torneo ATP di Philadelphia, che sarebbe rimasto il suo unico titolo dell'annata. In marzo giunse ai quarti a Miami e subito dopo in semifinale a Barcellona. Al Roland Garros arrivò ai quarti, perdendo in 5 set dal nº 1 del mondo Sampras. Seguì una serie di risultati mediocri e un infortunio a un ginocchio gli impedì di partecipare agli US Open 1996, il primo torneo dello Slam non disputato dopo i precedenti 30. Uscì dalla top 10 dopo gli US Open e non vi rientrò mai più. Riprese a giocare nel circuito dopo due mesi dall'infortunio senza ottenere risultati significativi.

### 1997, 3 titoli ATP
Al debutto stagionale del 1997 vinse il torneo di Doha battendo in finale Tim Henman, mentre all'Australian Open fu eliminato al quarto turno. Subito dopo contribuì con due vittorie in singolare al passaggio del turno in Coppa Davis nella sfida contro il Brasile. Nella prima parte della stagione giunse in semifinale a Dubai e al Masters Series di Miami. In aprile vinse il suo unico singolare disputato nella sfida di Davis vinta 3-2 contro i Paesi Bassi. I tornei che seguirono furono deludenti, in particolare il Roland Garros e Wimbledon dove fu eliminato al primo turno. A fine luglio si aggiudicò il torneo di Los Angeles battendo in finale Thomas Enqvist a cui seguirono le eliminazioni al primo turno in 4 tornei, tra i quali gli US Open. In ottobre vinse in finale in 4 set contro Magnus Gustafsson al torneo di Pechino, dove arrivò in finale anche nel doppio. Chiuse la stagione 21º nel ranking.

### Ultime stagioni

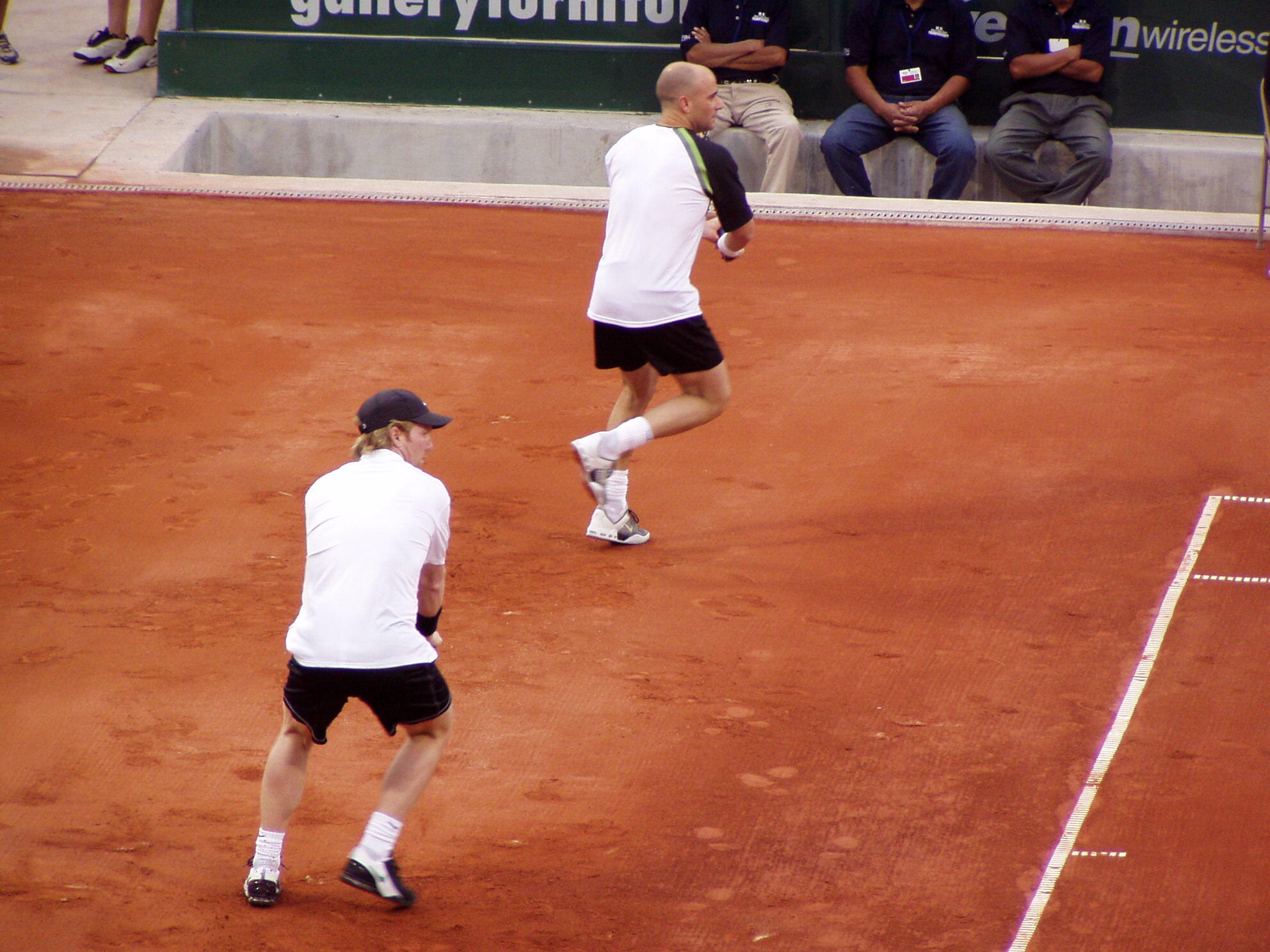
Courier e Agassi a Houston nel 2005

Fu raramente protagonista nel 1998; dopo i primi deludenti tornei della stagione batté in 5 set Marat Safin nell'incontro decisivo della sfida di Davis contro la Russia in aprile. Poco dopo vinse il suo ultimo titolo ATP in singolare nella natia Orlando battendo in finale Michael Chang. Ebbe quindi inizio una lunga serie di risultati negativi che lo portarono il 12 ottobre al 117º posto del ranking. Rientrò nella top 100 e giunse in 76ª posizione grazie alla semifinale raggiunta a Singapore e ai quarti di Bogotà e Santiago del Cile.
All'esordio stagionale del 1999 perse la finale di doppio ad Adelaide e si ritirò per infortunio al terzo turno del successivo Australian Open. Il mese dopo perse la sua ultima finale in singolare della carriera a Memphis contro Tommy Haas. Vinse quindi in 5 set i due singolari di Coppa Davis contro i quotati britannici Greg Rusedski e Tim Henman. In aprile si aggiudicò l'ultimo titolo ATP in doppio sempre a Orlando battendo in finale in coppia con Todd Woodbridge i fratelli Bryan. Fece bene a Wimbledon battendo al secondo turno il nº 10 ATP Carlos Moyá e perdendo al quarto dal nº 6 Henman dopo una battaglia durata 4 ore e mezza. I quarti di finale raggiunti nei Masters Series di Montreal e Parigi-Bercy contribuirono a riportarlo alla 32ª posizione del ranking.
Nel 2000 disputò solo 5 tornei, in febbraio giunse in semifinale a San Josè e si ritirò in aprile dal tennis agonistico dopo il Masters Series di Miami, quando era 60º del ranking. Nell'aprile del 2005 si presentò al torneo di doppio di Houston in coppia con Agassi, che aveva invece continuato la carriera; persero al primo turno in tre set contro la coppia Martin Garcia/Luis Horna in quello che fu l'ultimo incontro disputato da Courier tra i professionisti.

## Altre attività

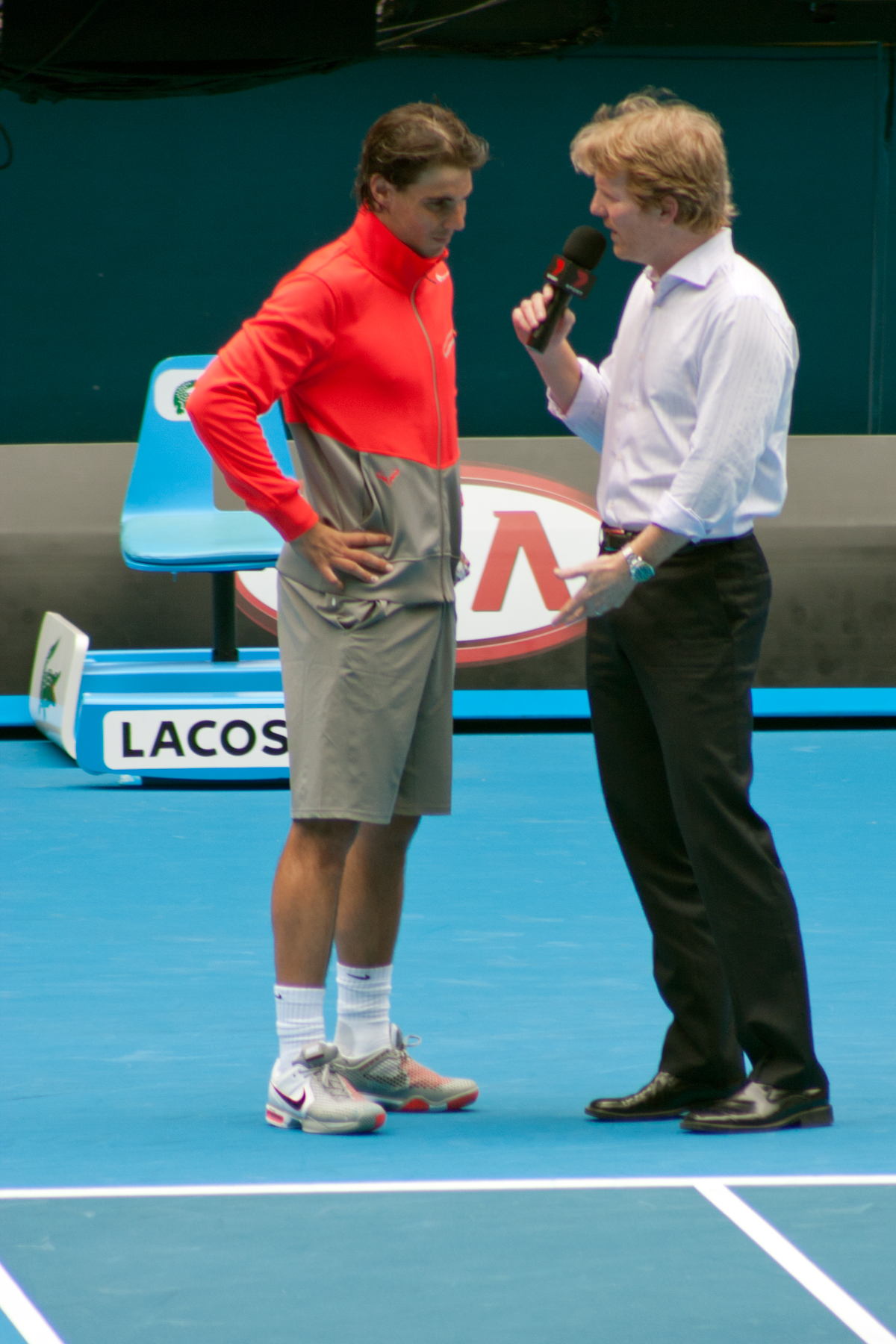
Courier intervista Rafael Nadal agli Australian Open 2011

Nell'ottobre 2010 fu nominato capitano non giocatore della nazionale Usa di Coppa Davis al posto di Patrick McEnroe. Sotto la sua guida la squadra non raggiunse mai la finale; Fu sconfitta per la prima volta in semifinale dalla Spagna nel 2012 e per la seconda volta nel 2018 dalla Croazia. Dopo quest'ultima semifinale persa e dopo otto anni di scarsi successi, nel settembre 2018 Courier annunciò di rinunciare all'incarico. Dopo la carriera agonistica è anche diventato un volto popolare di varie emittenti televisive americane che lo hanno inviato a commentare i maggiori tornei tennistici del mondo e a intervistare i grandi campioni che vi hanno partecipato. Nel 2004 fondò la propria azienda InsideOut Sports & Entertainment e nel 2005 fu uno dei fondatori negli Stati Uniti dell'Outback Champions Series circuit per tennisti over 30, che si sarebbe diffuso a livello mondiale.

## Vita privata
Dal 2010 è sposato con Susanna Lingman, nel 2014 ha avuto suo figlio Kellan. 

## Caratteristiche tecniche
Fu un giocatore versatile su tutte le superfici, come dimostrano i risultati nei vari tornei dello Slam, anche se era prettamente un eccellente giocatore da fondo campo e le due vittorie a Parigi e Roma lo dimostrano. Dotato di un potentissimo dritto e di un buon rovescio bimane, probabilmente può essere considerato il miglior giocatore del mondo nel periodo 1991-1993.

## Riconoscimenti
Nel 2005 è stato inserito nell'International Tennis Hall of Fame.

## Finali nel Grande Slam

### Vinte (4)
| Anno | Torneo              | Avversario in finale | Punteggio               |
| 1991 | Open di Francia     | Andre Agassi         | 3–6, 6–4, 2–6, 6–1, 6–4 |
| 1992 | Australian Open     | Stefan Edberg        | 6–3, 3–6, 6–4, 6–2      |
| 1992 | Open di Francia (2) | Petr Korda           | 7–5, 6–2, 6–1           |
| 1993 | Australian Open (2) | Stefan Edberg        | 6–2, 6–1, 2–6, 7–5      |

### Perse (3)
| Anno | Torneo          | Avversario in finale | Punteggio               |
| 1991 | US Open         | Stefan Edberg        | 6–2, 6–4, 6–0           |
| 1993 | Open di Francia | Sergi Bruguera       | 6–4, 2–6, 6–2, 3–6, 6–3 |
| 1993 | Wimbledon       | Pete Sampras         | 7–6, 7–6, 3–6, 6–3      |

## Titoli

### Singolare

#### Vittorie (23)
| Legenda                                                     |
| Grande Slam (4)                                             |
| Tennis Masters Cup / Grand Slam Cup (0)                     |
| ATP Super 9 / ATP Masters Series (5)                        |
| ATP Championship Series / ATP International Series Gold (5) |
| ATP World Series / ATP International Series (9)             |

| Legenda superfici |
| Cemento (17)      |
| Terra (5)         |
| Erba (0)          |
| Indoor (1)        |

| Nº  | Data             | Torneo                                             | Superficie  | Avversario della finale | Risultato                 |
| --- | ---------------- | -------------------------------------------------- | ----------- | ----------------------- | ------------------------- |
| 1.  | 9 ottobre 1989   | Swiss Indoors, Basilea (1)                         | Cemento(i)  | Stefan Edberg           | 7-6 3-6 2-6 6-0 7-5       |
| 2.  | 10 marzo 1991    | BNP Paribas Open, Indian Wells (1)                 | Cemento     | Guy Forget              | 4-6 6-3 4-6 6-3 7–6(4)    |
| 3.  | 31 marzo 1991    | Miami Masters, Miami                               | Cemento     | David Wheaton           | 4-6 6-3 6-4               |
| 4.  | 9 giugno 1991    | Roland Garros, Parigi (1)                          | Terra rossa | Andre Agassi            | 3-6 6-4 2-6 6-1 6-4       |
| 5.  | 26 gennaio 1992  | Australian Open, Melbourne (1)                     | Cemento     | Stefan Edberg           | 6-3 3-6 6-4 6-2           |
| 6.  | 12 aprile 1992   | Japan Open Tennis Championships, Tokyo (1)         | Cemento     | Richard Krajicek        | 6-4 6-4 7–6(3)            |
| 7.  | 19 aprile 1992   | Hong Kong Open, Hong Kong                          | Cemento     | Michael Chang           | 7-5 6-3                   |
| 8.  | 17 maggio 1992   | Internazionali d'Italia, Roma (1)                  | Terra rossa | Carlos Costa            | 7–6(3) 6-0 6-4            |
| 9.  | 7 giugno 1992    | Roland Garros, Parigi (2)                          | Terra rossa | Petr Korda              | 7-5 6-2 6-1               |
| 10. | 31 gennaio 1993  | Australian Open, Melbourne (2)                     | Cemento     | Stefan Edberg           | 6-2 6-1 2-6 7-5           |
| 11. | 14 febbraio 1993 | RMK Championships, Memphis                         | Cemento     | Todd Martin             | 5-7 7–6(4) 7–6(4)         |
| 12. | 7 marzo 1993     | Indian Wells Masters, Indian Wells (2)             | Cemento     | Wayne Ferreira          | 6-3 6-3 6-1               |
| 13. | 16 maggio 1993   | Internazionali d'Italia, Roma (2)                  | Terra rossa | Goran Ivanišević        | 6-1 6-2 6-2               |
| 14. | 22 agosto 1993   | Atlanta Tennis Championships, Indianapolis         | Cemento     | Boris Becker            | 7-5 6-3                   |
| 15. | 8 gennaio 1995   | Australian Men's Hardcourt Championships, Adelaide | Cemento     | Arnaud Boetsch          | 6-2 7-5                   |
| 16. | 5 marzo 1995     | Tennis Channel Open, Scottsdale                    | Cemento     | Mark Philippoussis      | 7–6(2) 6-4                |
| 17. | 16 aprile 1995   | Japan Open Tennis Championships, Tokyo (2)         | Cemento     | Andre Agassi            | 6-4 6-3                   |
| 18. | 1º ottobre 1995  | Swiss Indoors, Basilea (2)                         | Cemento     | Jan Siemerink           | 6(2)–7 7–6(5) 5-7 6-2 7-5 |
| 19. | 4 marzo 1996     | U.S. Pro Indoor, Filadelfia                        | Cemento     | Chris Woodruff          | 6-4 6-3                   |
| 20. | 6 gennaio 1997   | Qatar Open ATP, Doha                               | Cemento     | Tim Henman              | 7-5 6(5)–7 6-2            |
| 21. | 27 luglio 1997   | Farmers Classic, Los Angeles                       | Cemento     | Thomas Enqvist          | 6-4 6-4                   |
| 22. | 5 ottobre 1997   | China Open, Pechino                                | Cemento     | Magnus Gustafsson       | 7–6(10) 3-6 6-3           |
| 23. | 26 aprile 1998   | U.S. Men's Clay Court Championships, Orlando       | Cemento     | Michael Chang           | 7-5 3-6 7-5               |

#### Finali perse (13)
| Legenda                                                     |
| Grande Slam (3)                                             |
| Tennis Masters Cup / Grand Slam Cup (2)                     |
| ATP Super 9 / Masters Series (0)                            |
| ATP Championship Series / ATP International Series Gold (3) |
| ATP World Series / ATP International Series (5)             |

| No. | Data             | Torneo                           | Superficie  | Avversario          | Punteggio                         |
| 1.  | 9 settembre 1991 | US Open                          | Cemento     | Stefan Edberg       | 6–2, 6–4, 6–0                     |
| 2.  | 18 novembre 1991 | ATP Tour World Championship (1)  | Sintetico   | Pete Sampras        | 3–6, 7–6, 6–3, 6–4                |
| 3.  | 10 febbraio 1992 | SAP Open                         | Cemento (i) | Michael Chang       | 6–3, 6–3                          |
| 4.  | 17 febbraio 1992 | Brussels Indoor                  | Sintetico   | Boris Becker        | 6(5)–7, 2–6, 7–6(10), 7–6(5), 7–5 |
| 5.  | 24 agosto 1992   | RCA Championships                | Cemento     | Pete Sampras        | 6–4, 6–4                          |
| 6.  | 23 novembre 1992 | ATP World Championship (2)       | Sintetico   | Boris Becker        | 6–4, 6–3, 7–5                     |
| 7.  | 19 aprile 1993   | Hong Kong Open                   | Cemento     | Pete Sampras        | 6–3, 6(1)–7, 7–6(2)               |
| 8.  | 7 giugno 1993    | Open di Francia                  | Terra rossa | Sergi Bruguera      | 6–4, 2–6, 6–2, 3–6, 6–3           |
| 9.  | 5 luglio 1993    | Wimbledon                        | Erba        | Pete Sampras        | 7–6(3), 7–6(6), 3–6, 6–3          |
| 10. | 18 aprile 1994   | Open di Nizza                    | Terra rossa | Alberto Berasategui | 6–4, 6–2                          |
| 11. | 24 ottobre 1994  | Grand Prix de Tennis de Lyon     | Sintetico   | Marc Rosset         | 6–4, 7–6(2)                       |
| 12. | 9 ottobre 1995   | Grand Prix de Tennis de Toulouse | Cemento (i) | Arnaud Boetsch      | 6–4, 6(5)–7, 6–0                  |
| 13. | 26 febbraio 1999 | RMK Championships                | Cemento (i) | Tommy Haas          | 6–4, 6–1                          |

### Doppio

#### Vinti (6)
- 1989: Roma (con Pete Sampras)
- 1990: Amburgo (con Sergi Bruguera)
- 1991: Indian Wells (con Javier Sánchez)
- 1993: Montréal (con Mark Knowles)
- 1995: Adelaide (con Patrick Rafter)
- 1999: Orlando (con Todd Woodbridge)

#### Finali perse (5)
- 1989: Forest Hills (con Pete Sampras)
- 1990: Roma (con Marty Davis)
- 1994: Barcellona (con Javier Sánchez)
- 1997: Pechino (con Alex O'Brien)
- 1999: Adelaide (con Patrick Galbraith)